# Флаг Алагоаса
Флаг бразильского штата Алагоас был учреждён 23 сентября 1963 года законом № 2628.

## Символика
Цвета были взяты с герба штата, который представляет собой гербы городов Алагоас, Пенеду, Порту-Калву. Дабы отличить флаг от похожих на него флагов[каких?], в центр белой полосы был добавлен герб штата. Изображение стебля сахарного тростника и ветви хлопчатника символизируют два главных сельскохозяйственных продукта штата. Серебряная звезда на вершине герба — это бразильская традиция геральдики, звезда относится к одной из звёзд на флаге страны. Звезда относится к гимну Алагоаса, в котором поётся о яркой звезде.